# Convento di San Francesco d'Assisi (Monteodorisio)
Il convento di San Francesco d'Assisi è un convento ridotto allo stato di rudere  a Monteodorisio, in provincia di Chieti, Italia. Nel 1902 era stato dichiarato monumento nazionale.
Si trovava nell'area tra via Vittorio Emanuele e largo San Francesco

## Storia
L'impianto originario è precedente il 1334. La chiesa è stata demolita negli anni sessanta del XX secolo per costruirvi il Municipio. L'impianto originario rappresentavano la chiesa-fienile dell'Ordine mendicante dove erano applicate le regole del Capitolo Generale di Narbona del 1260. La navata era unica con copertura a capriata. 

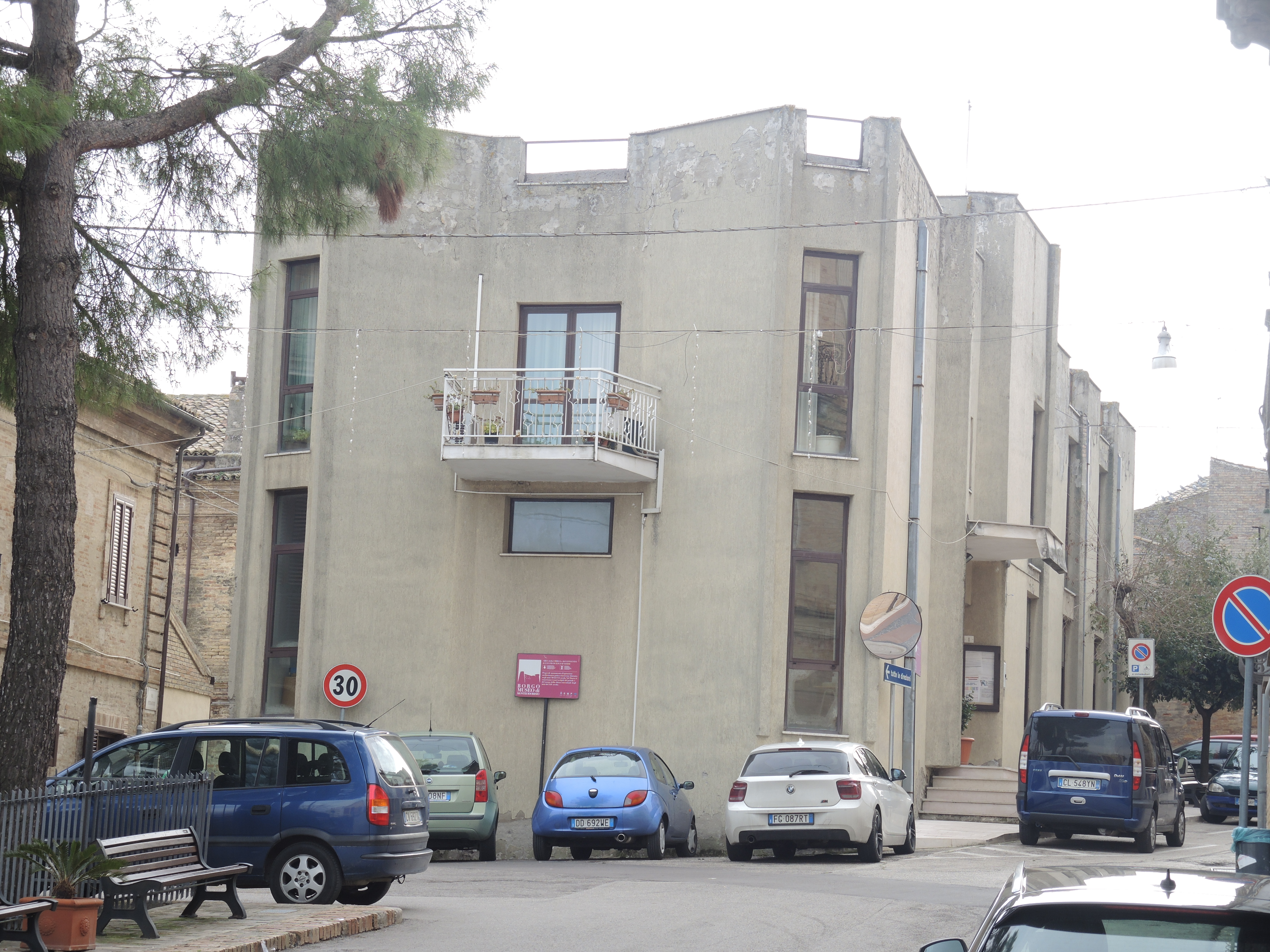
Area della demolita chiesa di San Francesco, oggi occupata dal palazzo delle poste

Nel 1885 il monastero fu requisito dal comune e adibito ad uso civile, ossia la scuola, mentre la chiesa restò abbandonata, il soffitto crollò nei primi anni del Novecento, e l'interno fu usato come stalla e pollaio, tanto che nel 1964 venne demolita perché a rischio crollo, il portale venne smontato e conservato nel deposito comunale. Con tale demolizione venne perduta la facciata trecentesca opera secondo alcuni, di Francesco Petrini di Lanciano, e sopra l'area della chiesa venne edificato un anonimo edificio sede delle Poste comunali. Il portale della facciata era a sesto acuto, con arcata ogivale centrale, simile alle chiese di Santa Maria Maggiore e Sant'Agostino di Lanciano, secondo Chiappini proveniva dalla scuola del basso Abruzzo, dalle chiese di Agnone di San Francesco e Sant'Emidio, ed era sormontato da un bel rosone a raggiera in pietra bianca. Il campanile era una torre, ricavata da un presidio di guardia medievale. L'interno era barocco, a navata unica, con tetto a capriate lignee, senza ilo transetto, e con abside conclusa da coro ligneo con volta a crociera, ornata da affreschi. Il campanile era una massiccia torre quadrangolare con all'ultimo livello la cella campanaria, non aveva un soffitto a cuspide. Al fianco della chiesa si trovava il convento con il chiostro, oggi diroccato, molto ben descritto da Lorenzo Salimbeni nel catasto del 1885. Solo alcuni reperti dell'antica chiesa, come capitelli del portale, sono oggi visibili, nella collezione museale del Castello d'Avalos.
La facciata, come l'interno erano sopravvissute alle varie modifiche barocche. La facciata era capanna. Il portale era ogivale sormontato da rosone e timpano sorretto da colonnine con figure zoomorfe. Oltre la chiesa fu abbattuta anche la torre campanaria in laterizio e pietra squadrata. Agli inizi del Novecento era ancora possibile vedere, nonostante l'incuria e le intemperie, un affresco raffigurante San Cristoforo. Il convento con il chiostro fu demolito nell'Ottocento dopo la soppressione dell'abolizione dell'ordine dei Frati Minori Conventuali nella prima metà del 1600.